# Білоусівська збагачувальна фабрика
Білоусівська збагачувальна фабрика – підприємство гірничодобувної галузі Казахстану.
Видобуток з Білоусівського колчедан-поліметалічного родовища вели ще в доісторичні часи («чудські копальні), а з 1799-го почався новий етап розробки під владою Росії. В радянські часи розробку родовища інтенсифікували, зокрема, в 1945-му ввели в дію Білоусівську збагачувальну фабрику.
На 1975-й припав найбільший обсяг переробленої фабрикою руди – 807 тисяч тон.
В радянські часи Білоусівська фабрика діяла у складі Іртишського поліметаллічного комбінату. Наприкінці 1990-х активи останнього перейшли під контроль корпорації «Казахмис», яку з 2014-го унаслідок реорганізації змінила KAZ Minerals. При цьому безпосередній контроль над активами спершу здійснювали через компанію «ВостокКазмедь», а потім вони стали Иртишським виробничим комплексом ТОВ «Шығыстүстімет» («Востокцветмет»).
З 2008 по 2016 роки Білоусівський рудник перебував на консервації, а після короткочасного відновлення роботи знову зупинився в 2018-му. Втім, щонайменше з 2014-го Білоусівська фабрика працювала з продукцією Іртишського рудника, який після аварії 2013 року на Березівській збагачувальній фабриці не міг відправляти туди свою продукцію.
За перше півріччя 2019-го Білоусівська ЗФ переробила 276 тисяч тон руди та видала концентратів із вмістом міді 3,1 тисяча тон та цинку 6 тисяч тон. Але, враховуючи економічні обставини, у другій половині 2019-го фабрику зупинили (а продукцію Іртишського рудника спрямували на Миколаївську збагачувальну фабрику).
З 2020-го Білоусівська ЗФ перейшла на збагачення золотовмісної руди родовища Південне Ашали та Акжальського рудника за технологією безцианідної флотації із випуском золотовмісного корнцентрату. Фактично досягнуті показники переробки руди за 2020 рік склали 367 тисяч тон, за 2021 рік – 499 тисяч тон. При цьому «Шығыстүстімет» передав актив ТОВ «BM FactoryProject» зі складу все тієї ж корпорації.
При поданні в 2022-му заявки на отримання дозвільних документів щодо розробки поліметалічного родовища Анісімов Ключ Білоусівська фабрика була вказана як така, що буде переробляти його руду починаючи з другої половини 2020-х.